# Chór Warsa
Chór Warsa – zespół rewelersów, jedna z najpopularniejszych polskich grup muzycznych dwudziestolecia międzywojennego, założony na przełomie 1930 i 1931 roku przez czołowego polskiego pianistę i kompozytora muzyki popularnej Henryka Warsa.
Zespół pojawił się w filmie Michała Waszyńskiego „Bezimienni bohaterowie” z roku 1932. Działalność zespół zakończył około 1933 roku, gdy muzycy w nim występujący wybrali kariery solowe.

## Skład
- Adam Aston – wokal[1]
- Tadeusz Faliszewski – wokal[1]
- Stefan Sas-Jaworski – wokal[2][1]
- Henryk Wars – pianino[1]